# Kirk Elliott
Kirk Elliott (* in Toronto) ist ein kanadischer Multiinstrumentalist und Komponist.
Elliott studierte Geige, alte und elektronische Musik an der Queen’s University in Kingston. Als Stipendiat des Canada Council of Arts besuchte er 1985 das National Choreographic Seminar der Simon Fraser University. Weiterhin besuchte er Meisterklassen für Renaissance- und Barockvioline bei Monica Huggett, Jean Lamon und David Douglas, für schottische Fiddle bei Sandy McIntire sowie für Laute und Lautengesang bei Paul Odette und Julianne Bird.
Während seiner Zeit an der Queen’s University gründete er das Trio Short Turn. Mit diesem trat er im Rundfunk und Fernsehen auf und produzierte zwei Alben, von denen eines mit einem Juno Award ausgezeichnet wurde. Als Komponist schrieb er Werke u. a. für das National Ballet, das National Film Board, Discovery Channel, das Toronto Consort und die CBC.
Fünfundzwanzig Jahre tourte er als Fiddle-, Mandolinen-, Gitarren-, Banjo-, Akkordeon-, Flöten-, Harfen-, Kontrabass-, Dudelsack-, Schlagzeug- und Posaunenspieler mit der Sharon, Lois and Bram's Elephant Show durch Kanada und die USA und hatte Auftritte in der Carnegie Hall, dem Palace Theatre am Broadway und den Paramount Studios in Los Angeles.
Weiterhin arbeitete er als Multiinstrumentalist mit dem Ensemble Polaris zusammen und spielte auf historischen Instrumenten des Mittelalters und der Renaissance im Toronto Consort. Auf seinen zehn veröffentlichten CDs mit musikalischen Partnern wie Don Rooke, Erica Goodman, Carlos del Junco, Don Ross und Rebecca Campbell mischt Elliott Elemente mittelalterlicher, Renaissance- und orientalischer Musik, Klassik, Bluegrass und Pop.

## Weblink
- Homepage von Kirk Elliott